# Железно (Жалець)
Железно (словен. Železno) — поселення в общині Жалець, Савинський регіон, Словенія. 
Висота над рівнем моря: 346 м.